# Liste der Erzbischöfe von Aix
Die folgenden Personen waren Bischöfe und Erzbischöfe des Erzbistums Aix-en-Provence (Frankreich):
- 45? : Heiliger Maximinus
- 80? : Heiliger Sidoine
- ca. 394–ca. 401: Triferius
- ca. 408–ca. 411: Lazarus
- 439?–475: Auxanius
- 475–494: Basile
- in Ve siècle : Menelphale
- 524–541: Maxime (im 5. Jh. erster Erzbischof)
- 549–554: Avole
- 566: Francon
- 581–585: Pientius
- 596–636: Protais
- 828: Benedikt
- 867: Honorat
- 878–879: Robert I.
- 887: Matfrid
- 928–947: Odolric
- 949: Israel
- 966?–979: Silvester
- 991–1018: Amalric I.
- 1019: Pons I. de Châteaurenard
- 10?–1032: Amalric II.
- 1032–ca. 1050: Peter I.
- 1050–1056: Pons II. de Châteaurenard
- 1056–1082: Rostan de Fos
- 1082–1101: Peter II. Gaufridi
- 1101–1112: Peter III.
- 1115?–1131: Jérôme Fouque
- 1132–1157: Pons de Lubières
- 1162–1165: Peter IV.
- 1165–1174: Hugues de Montlaur
- 1178–1180: Bertrand de Roquevaire
- 1180–1186: Heinrich
- 1186–1212: Gui de Fos
- 1212–1223: Bermond Cornut
- 1123–1251: Raimond Audibert
- 1251–1257: Philipp I.
- 1257–1273: Vicedominus
- 1274–1282: Grimier Vicedominus
- 1283–1311: Rostan de Noves
- 1311–1312: Guillaume de Mandagot
- 1313–1318: Robert de Mauvoisin
- 1318–1320: Pierre V. des Prés (auch Bischof von Riez)
- 1321–1322: Pierre VI. Auriol
- 1322–1329: Jacques de Concos
- 1329–1348: Armand de Narcès
- 1348–1361: Arnaud Bernard du Pouget
- 1361–1368: Jean Peissoni
- 1368–1379: Giraud de Pousillac
- 1379–1395: Jean d’Agout
- 1396–1420: Thomas de Puppio
  - 1395?–1405: Jacques
- 1420–1421: Guillaume Fillastre
- 1422–1443: Avignon Nicolaï
- 1443–1447: Robert Roger
- 1447–1460: Robert Damiani
- 1460–1484: Olivier de Pennart
- 1484–1499: Philippe Herbert
- 1500–1503: Christophe de Brillac
- 1503–1506: François de Brillac (auch Bischof von Orléans)
- 1506–1541: Pierre Filholi (auch Bischof von Sisteron)
- 1541–1550: Antoine Imbert dit Filholi
- 1551–1566: Jean de Saint-Chamond
- 1568–1571: Lorenzo Kardinal Strozzi
- 1574–1576: Julien de Médicis (auch Bischof von Béziers)
- 1576–1591: Alexandre Canigiani
- 1591–1597: Gilbert Genebrard
- 1599–1624: Paul Hurault de L’Hôpital
- 1624–1625: Gui Hurault de L’Hôpital
- 1626–1629: Alphonse-Louis du Plessis de Richelieu (Haus Le Plessis-Richelieu)
- 1631–1644: Louis de Bretel
- 1645–1648: Michel Kardinal Mazarin (Bruder von Kardinal Jules Mazarin)
- 1648–1683: Jérôme Kardinal Grimaldi
- 1685–1693: Charles Le Goux de la Berchère
- 1693–1708: Daniel de Cosnac
- 1708–1729: Charles Gaspard Guillaume de Vintimille du Luc (danach Erzbischof von Paris)
- 1729–1770: Jean-Baptiste de Brancas
- 1790–1801: Jean-de-Dieu-Raymond de Boisgelin de Cucé (4. November 1770–7. November 1801)
- 1802–1810: Jérôme-Marie Champion de Cicé (9. April 1802–22. August 1810)
- 1817–1829: Pierre François Gabriel Raymond Ignace Ferdinand de Bausset Roquefort (8. August 1817–29. Januar 1829)
- 1829–1830: Charles-Alexandre de Richery (8. Februar 1829–25. November 1830)
- 1830–1835: Jacques Raillon (14. Dezember 1830–13. Februar 1835)
- 1835–1846: Joseph Kardinal Bernet (6. Oktober 1835–5. Juli 1846)
- 1846–1857: Pierre-Marie-Joseph Darcimoles (5. Dezember 1846–11. Januar 1857)
- 1857–1873: Georges-Claude-Louis-Pie Chalandon (4. Februar 1857–28. Februar 1873)
- 1873–1885: Théodore-Augustin Forcade, MEP (21. März 1873–12. September 1885)
- 1886–1900: François-Xavier Gouthe-Soulard (2. März 1886–9. September 1900)
- 1901–1920: François-Joseph-Edwin Bonnefoy (5. April 1901–20. April 1920)
- 1920–1930: Maurice-Louis-Marie Rivière (9. Juli 1920–28. September 1930)
- 1931–1934: Emmanuel Coste (28. Juli 1931–18. Januar 1934)
- 1934–1940: Clément-Émile Roques (24. Dezember 1934–11. Mai 1940) (auch Erzbischof von Rennes)
- 1940–1944: Florent-Michel-Marie-Joseph du Bois de la Villerabel (11. Mai 1940–13. Dezember 1944)
- 1945–1978: Charles de Provenchères (3. November 1945–30. November 1978)
- 1978–1994: Bernard Panafieu (30. November 1978–24. August 1994) (auch Koadjutor-Erzbischof von Marseille)
- 1995–1998: Louis-Marie Billé (5. Mai 1995–10. Juli 1998) (auch Erzbischof von Lyon-Vienne)
- 1999–2010: Claude Feidt
- 2010–2022: Christophe Dufour
- seit 2022: Christian Delarbre